# Imperativo categórico

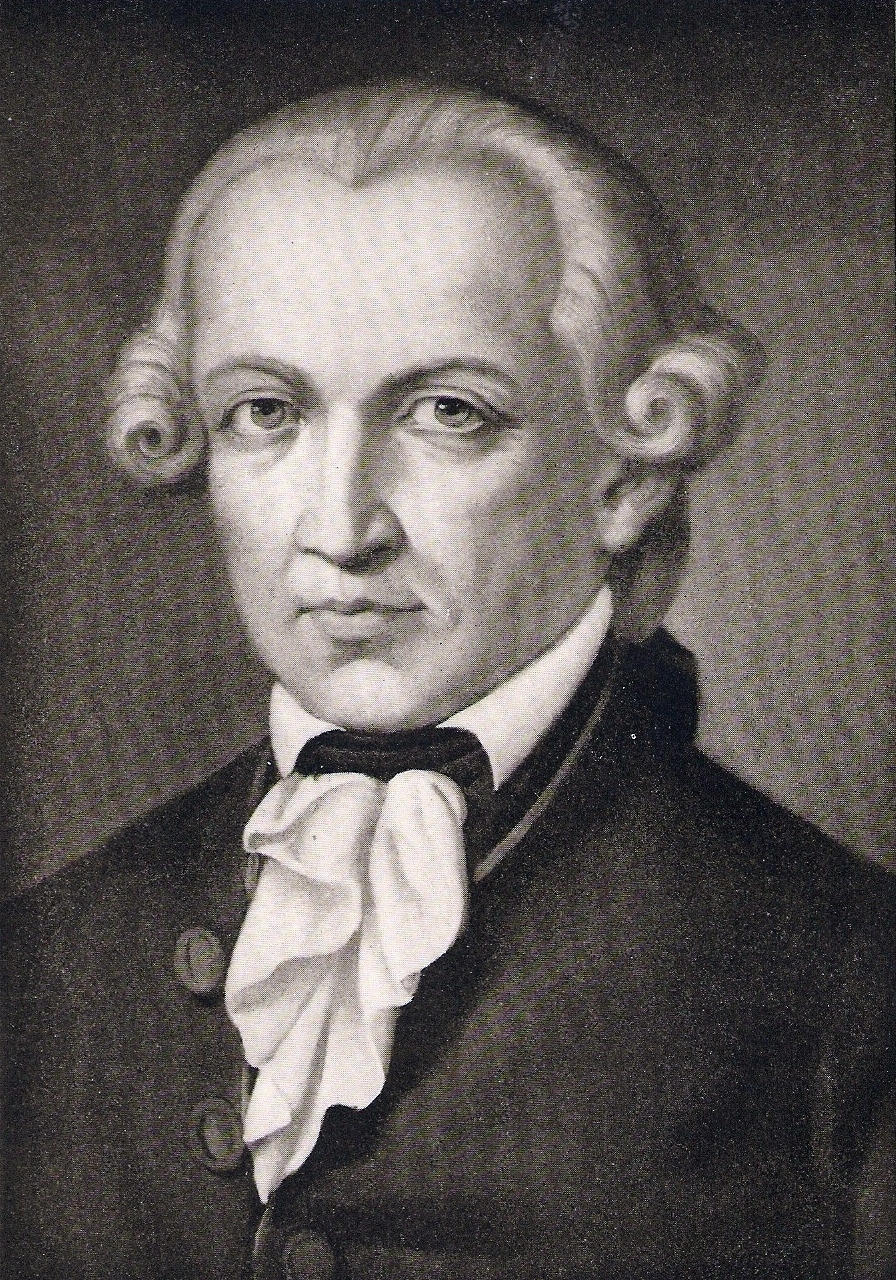
Immanuel Kant.

El imperativo categórico es un concepto central en la ética kantiana y en toda la ética deontológica moderna posterior. Pretende ser un mandamiento autónomo (no dependiente de religión e ideología algunas) y autosuficiente, capaz de regir el comportamiento humano en todas sus manifestaciones. Kant empleó por primera vez el término en su Fundamentación de la metafísica de las costumbres (1785).

## Origen del concepto
Según Kant, toda la moral del ser humano debe poder reducirse a un solo mandamiento fundamental, nacido de la razón, no de la autoridad divina, a partir del cual se puedan deducir todas las demás obligaciones humanas. Definió el concepto de «imperativo» como «cualquier proposición que declara a una acción (o inacción) como necesaria». En su opinión, las máximas morales anteriores se basaban en imperativos hipotéticos, por lo cual no eran de obligado cumplimiento en cualquier situación y desde cualquier planteamiento moral, religioso o ideológico.
Un imperativo hipotético impulsaría a una acción en determinadas circunstancias. Por ejemplo: «Si quiero el bien común, no debo cometer un asesinato», de manera tal que quien no comparta la condición («querer el bien común»), no está obligado por esa clase de imperativos. En cambio, un imperativo categórico denota obligación absoluta e incondicional, y en todas las circunstancias ejercería su autoridad, ya que sería autosuficiente y no necesitaría justificación externa.

## Formulaciones
En la obra Fundamentación de la metafísica de las costumbres (1785) Kant expone diversas formulaciones del imperativo categórico:
1. Fórmula de la ley universal «Obra sólo según aquella máxima por la cual puedas querer que al mismo tiempo se convierta en ley universal» (AA IV:421).
2. Fórmula de la ley de la naturaleza «Obra como si la máxima de tu acción debiera tornarse, por tu voluntad, ley universal de la naturaleza» (AA IV:421).
3. Imperativo práctico «El imperativo práctico será por lo tanto éste: Obra de tal modo que uses a la humanidad, tanto en tu persona como en la persona de cualquier otro, siempre al mismo tiempo como fin y nunca simplemente como medio.» (AA IV:429).[3]
4. Fórmula de la autonomía «El principio de toda voluntad humana como una voluntad legisladora por medio de todas sus máximas universalmente» (AA IV:432).[4]
5. Fórmula del reino de los fines «Obra por máximas de un miembro legislador universal en un posible reino de los fines» (AA IV:439).

Todas estas fórmulas quedarán en la Crítica de la razón práctica (1788) condensadas en una sola, la llamada «ley básica de la razón pura práctica», o simplemente ley moral: «Obra de tal modo que la máxima de tu voluntad siempre pueda valer al mismo tiempo como principio de una legislación universal» (AA V:30). Lo que estas fórmulas indican es que sólo la autonomía de la voluntad, fundamentada en la racionalidad del sujeto que actúa, puede ser un principio de moralidad. Dicha autonomía constituye propiamente la libertad: el sujeto racional que actúa por deber, respetando el mandato que proviene de su propia razón, es libre. En cambio, la heteronomía de la voluntad se opone por completo a la moralidad y constituye para Kant una forma de esclavitud, ya que implica una negación de la racionalidad en un sujeto dotado de razón.

## Implicación moral del imperativo categórico
En La religión dentro de los límites de la mera razón (1793) Kant trata de distinguir la bondad de la maldad moral. Ahí señala que «se llama malo a un hombre no porque ejecute acciones que son malas (contrarias a la ley), sino porque éstas son tales que dejan concluir máximas malas en él» (AA VI:20). La maldad moral solo tiene sentido si el hombre es responsable de sus actos, si estos pueden serle imputados; es por ello que «el fundamento del mal no puede residir en ningún objeto que determine el albedrío mediante una inclinación, en ningún impulso natural, sino sólo en una regla que el albedrío se hace él mismo para el uso de su libertad, esto es: en una máxima» (AA VI:21). La bondad o maldad moral reside, pues, en la adopción de buenas o malas máximas; y el ser humano siempre es autor responsable de dicha adopción.
Según Kant, siempre que la voluntad se determina a una acción, lo hace motivada por un móvil; pero ello solo puede ocurrir si quien actúa ha admitido ya tal móvil en su máxima, «si se ha hecho de ello una regla universal según la cual él quiere comportarse» (AA VI: 24). Es moralmente bueno quien hace de la ley moral su máxima, siendo la propia ley un motivo impulsor suficiente, es decir, quien actúa por deber. En cambio, el mal moral «tiene que consistir en el fundamento subjetivo de la posibilidad de la desviación de las máximas respecto de la ley moral» (AA VI: 29). La diferencia entre la bondad y la maldad moral no reside en los diferentes motivos por los que se adopte una máxima –esto es, no en el contenido de la máxima–, sino en la subordinación de uno de los motivos al otro («cuál de los dos motivos hace el hombre la condición del otro»). Uno de los motivos, el tocante a la sensibilidad, es el del egoísmo o de la búsqueda de la felicidad; el otro, tocante a la racionalidad, es el de la moralidad. Entonces, la maldad moral no consiste en adoptar motivos de la primera clase, sino en que se pongan dichos motivos como condición del seguimiento de la ley moral. Tiene una intención moralmente buena quien pone el seguimiento de la ley como condición de los motivos impulsores sensibles, y moralmente mala quien hace lo opuesto.